# Ksawerówka
Ksawerówka – wieś w Polsce położona w województwie lubelskim, w powiecie krasnostawskim, w gminie Fajsławice.
W latach 1975–1998 miejscowość administracyjnie należała do ówczesnego województwa lubelskiego.
W Ksawerówce urodził się Adolf Koper, żołnierz Batalionów Chłopskich, dowódca obwodu Lublin Okręgu Lublin tej organizacji.
Wieś stanowi sołectwo gminy Fajsławice. Według Narodowego Spisu Powszechnego (III 2011 r.) wieś liczyła 227 mieszkańców.